# سن آگوستین (آریزونا)
سن آگوستین (به انگلیسی: San Agustin) یک منطقهٔ مسکونی در ایالات متحده آمریکا است که در آریزونا واقع شده است. سن آگوستین ۹۲۱ متر بالاتر از سطح دریا واقع شده است.